# Acanthonevra amurensis
Acanthonevra amurensis
 es una especie de insecto del género Acanthonevra de la familia Tephritidae del orden Diptera. 
Josef Aloizievitsch Portschinsky la describió científicamente por primera vez en el año 1891.